# Retrait de l'OTAN

Logo de l'OTAN

Le retrait de l'Organisation du traité de l'Atlantique nord (OTAN) est le processus juridique et politique par lequel un membre de l'Organisation du traité de l'Atlantique nord se retire de celle-ci, et ainsi le pays en question cesse d'en être membre. Le processus formel est énoncé à l'article 13 du Traité. Ce dernier indique que tout pays qui souhaite quitter l'organisation doit envoyer aux États-Unis (en tant que dépositaire (en)) un « avis de dénonciation », que ceux-ci transmettraient ensuite aux autres pays de l'Alliance, le retrait étant effectif après une période d'un an.

## Retraits envisagés par différents acteurs politiques

### Canada
En 2022, le consensus général du gouvernement canadien est de soutenir l'adhésion à l'OTAN dans le cadre de la politique de défense nationale. Les partis qui existent au Parlement canadien qui soutiennent l'adhésion à l'OTAN comprennent le Parti libéral au pouvoir, l'opposition de centre-droit Parti conservateur, le Québec souverainiste et le Bloc Québécois .
En 2019, le Parti vert a préconisé un examen de l'adhésion canadienne à l'alliance. La position du Nouveau Parti démocratique social-démocrate est compliquée ; bien qu'il y ait un soutien général pour l'adhésion à l'OTAN au sein du parti, y compris de la part des anciens chefs de parti Jack Layton et Tom Mulcair, le NDP Socialist Caucus prône la révocation de l'adhésion du Canada. Certaines des raisons de l'opposition à l'adhésion de l'alliance comprennent que l'adhésion est incompatible avec la tradition du maintien de la paix et les préoccupations relatives à la souveraineté canadienne sur ses forces de défense.

### Espagne
Le parti politique de gauche radicale Podemos propose la sortie de l'Espagne de l'OTAN, lors des tensions qui ont précédé l'invasion de l'Ukraine par la Russie. Selon son ancien chef Pablo Iglesias, les espagnols ne sont pas « stupides » et savent que l'OTAN « est une alliance militaire pour protéger les intérêts des États-Unis » .

### France
En 1966, en raison de la détérioration des relations entre Washington et Paris du fait du refus d'intégrer la dissuasion nucléaire de la France aux autres puissances de l'Atlantique Nord ou d'accepter toute forme de contrôle collectif sur ses forces armées, le président Charles de Gaulle  fait sortir la France de l'OTAN. Cependant, il déclare que la France resterait dans l'Alliance atlantique même après la fin de la période d'engagement de 20 ans en 1969, à moins que les « éléments fondamentaux des relations entre l'Est et Ouest » ne soient modifiés.
Dès le 7 mars 1959, les forces navales françaises de Méditerranée avaient été retirées du contrôle de l'OTAN.
De Gaulle avait confié en 1964 à Alain Peyrefitte : « Nous n'y appartenons pour ainsi dire déjà plus » ; devant le même interlocuteur, le président se fait plus explicite le 13 octobre 1965 : « L'Alliance est souhaitable tant qu'une menace subsiste à l'Est ! L'Alliance, oui, mais pas l'OTAN, pas l'organisation militaire intégrée aux ordres des Américains ».
Le président français notifie sa décision par une lettre au président américain Johnson : « la France se propose de recouvrer sur son territoire l'entier exercice de sa souveraineté [...], de cesser toute participation aux commandements intégrés et de ne plus mettre de forces à la disposition de l'OTAN ». La sortie de l'OTAN est opérée le 1er juillet 1966.
En 1967, les bases de l'OTAN en France, principalement américaines, sont évacuées par leurs occupants : une trentaine de bases au total, ainsi que 27 000 militaires et 37 000 civils. Le quartier général de l'organisation quitte les Yvelines pour s'installer en Belgique.
Élu en mai 1995, Jacques Chirac entame un rapprochement avec l'OTAN. Lors de la réunion du Conseil de l'atlantique nord (CAN) de décembre 1995, la France annonce le retour de son chef d'État-major des armées (CEMA) au Comité militaire et du Ministre de la Défense au Conseil atlantique, mais sans que les forces françaises soient subordonnées au commandement de l'OTAN. En contrepartie, la France tente d'obtenir entre 1995 et 1997 le commandement du théâtre d'opérations sud (AFSOUTH), ce que les Américains refusent. De mars à juin 1999, Chirac engage l'armée française dans les bombardements de l'OTAN sur la République Fédérale de Yougoslavie, alors même que cette opération n'est pas autorisée par l'ONU.
En 2009, la France fait son retour au sein du commandement militaire de l'OTAN. Ce renversement stratégique a été annoncé par le président Nicolas Sarkozy et soutenu par le Parlement français.
Actuellement, plusieurs partis politiques de différents bords prônent le retrait de l'OTAN ou a minima de son commandement intégré : La France insoumise (LFI) et le Parti communiste français (PCF) à gauche, et à droite le Rassemblement national (RN), Debout la France (DLF), Les Patriotes et l'Union populaire républicaine (UPR). LFI a déposé, en janvier 2022, une proposition de résolution à l'Assemblée Nationale invitant le Gouvernement a retirer la France de l'OTAN.

## Source de traduction
- (en) Cet article est partiellement ou en totalité issu de l’article de Wikipédia en anglais intitulé « Withdrawal from NATO » (voir la liste des auteurs).